# Sjeverno hrvatsko primorje
Sjeverno hrvatsko primorje čine:
- Istra
- Kvarner s otocima

Istra je geografski jedinstven prostor odijeljen od kvarnerskog dijela izrazitom reljefnom barijerom Ćićarije i Učke. 
Sjeverno hrvatsko primorje zauzima 10,8% površine Hrvatske, a na tom prostoru živi 493 100 stanovnika (11,3%). Gustoća naseljenosti je nešto iznad hrvatskog prosjeka i iznosi 85 st./km2.

## Reljef
Uglavnom je građeno od vapnenaca mezozojske starosti, no nailazimo i na nešto dolomita, osobito u sjevernom priobalju Riječkog zaljeva (Kastavština) te na otoku Cresu. Nepropusne naslage paleogenog fliša nalazimo u središnjoj Istri, Vinodolu, na Krku i Rabu. Na Lošinju, Susku i Unijama nalazimo pješčane naslage.

## Klima
Broj sunčanih sati:

Padaline:

Vjetrovi:

U primorju je sredozemna klima, ali izrazito kišovitija od ostalih primorskih dijelova Hrvatske. Kišovitost je izrazita u Kvarneru.

## Stanovništvo
Kretanje stanovnika Sjevernog primorja s Istrom bilježilo je najbrži porast u drugoj polovini 19. stoljeća zbog naglog porasta važnosti Pule (glavno vojno-pomorsko uporište Austrougarske države). Slično je bilo i s Rijekom (glavna trgovačka luka Ugarske). Povoljni utjecaji traju do Prvog svjetskog rata (1914. – 1918.). Nakon toga pučanstvo sjevernog primorja stagnira sve do najnovijeg vremena (Pula i Rijeka gube svoje uloge, jer između dvaju svjetskih ratova postaju rubna primorska naselja u tadašnjoj Italiji. U najnovije doba, opći napredak Sjevernog primorja vezan je uz litoralizaciju života i povoljni položaj prema Srednjoj Europi (pomorstvo, turizam i dr.)

## Poveznice
- Kvarnersko primorje
- Hrvatsko primorje